# 국골부
국골부(國骨富, ? ~ ?)는 백제 의자왕(武王) 때의 대신으로 백제 부흥운동에 참여한 유민이자 대성팔족(大姓八族) 중의 하나인 국씨(燕氏) 출신 귀족이다.

## 생애
덕솔을 지냈다.
《속일본기》에 의하면 663년 백제가 망하자 왜로 망명하였다고 기록되어있는데, 663년은 백제부흥군이 백강전투에서 대패하여 잔존 세력들이 완전히 소멸된 해이다.
쿠니나카노 키미마로(國中公麻呂, ?~774)라는 백제계 일본 귀족의 조부로 기록되어있는데, 그는 749년 쇼무천황(聖武天皇)의 명에 따라 신장이 5丈이나 되는 노사나불(盧舍那) 동상을 만든 공로로 4位에 제수 되었고, 이후 벼슬이 造東大寺次官 兼 但馬員外介에 이르게 되었다.